# 리나 리펠
리나 리펠(Rena Riffel, 1969년 3월 5일 ~ )은 미국의 배우, 가수, 작곡가, 모델이다.

## 출연 작품
- 엑시트 투 헬 (2013)
- 앱솔루틀리 모던 (2013)
- 쇼걸2 (2011)
- 더 거트루드 스테인 미스테리 오어 썸 라이크 잇 아트 (2009)
- 셀러브러티 리햅 위드 닥터 드류 (2008)
- 다크 릴 (2008)
- 멀홀랜드 드라이브 (2001)
- 포르노그래퍼 (1999)
- 캔디맨 3 (1999)
- 스트립티즈 (1996)
- 언더커버 (1995)
- 쇼걸 (1995)
- 그레이 건맨 (1993)